# Paardenbloemstreepzaad
Paardenbloemstreepzaad (Crepis vesicaria subsp. taraxacifolia) is een ondersoort uit de composietenfamilie (Asteraceae). De plant komt voor in Zuid- en West-Europa. De Nederlandse naam streepzaad is afgeleid van de vele ribben op het zaad, dat eigenlijk een nootvruchtje is, en paardenbloem maakt deel uit van de Nederlandse naam omdat de plant, met name het blad, veel op de paardenbloem (Taraxacum officinale) lijkt. Het blad van paardenbloemstreepzaad is echter ongeveer de helft kleiner. De plant lijkt veel op klein streepzaad (Crepis capillaris) en groot streepzaad (Crepis biennis), maar de haren (pappus) staan op een steeltje (snavel) op het vruchtje, dit in tegenstelling tot klein en groot streepzaad, waarbij de haren direct op het vruchtje staan ingeplant. De soort komt vrij algemeen voor in Zeeland en Zuid-Holland.
De plant kan 20-80 cm hoog worden en bloeit van mei tot in augustus met gele bloemen, die aan de onderkant aan de rand paars zijn aangelopen. In de loop van de ochtend gaan de bloemen open om tegen de avond weer dicht te gaan.

## Ecologie
De plant groeit vooral op kalkhoudende grond in bermen en op dijken.

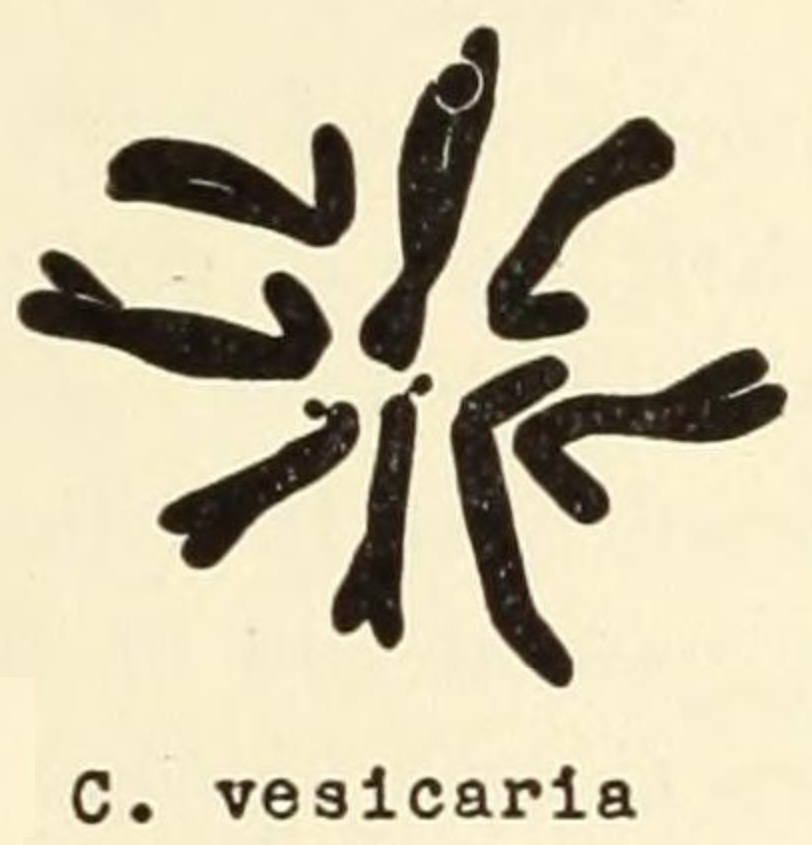
Chromosomen
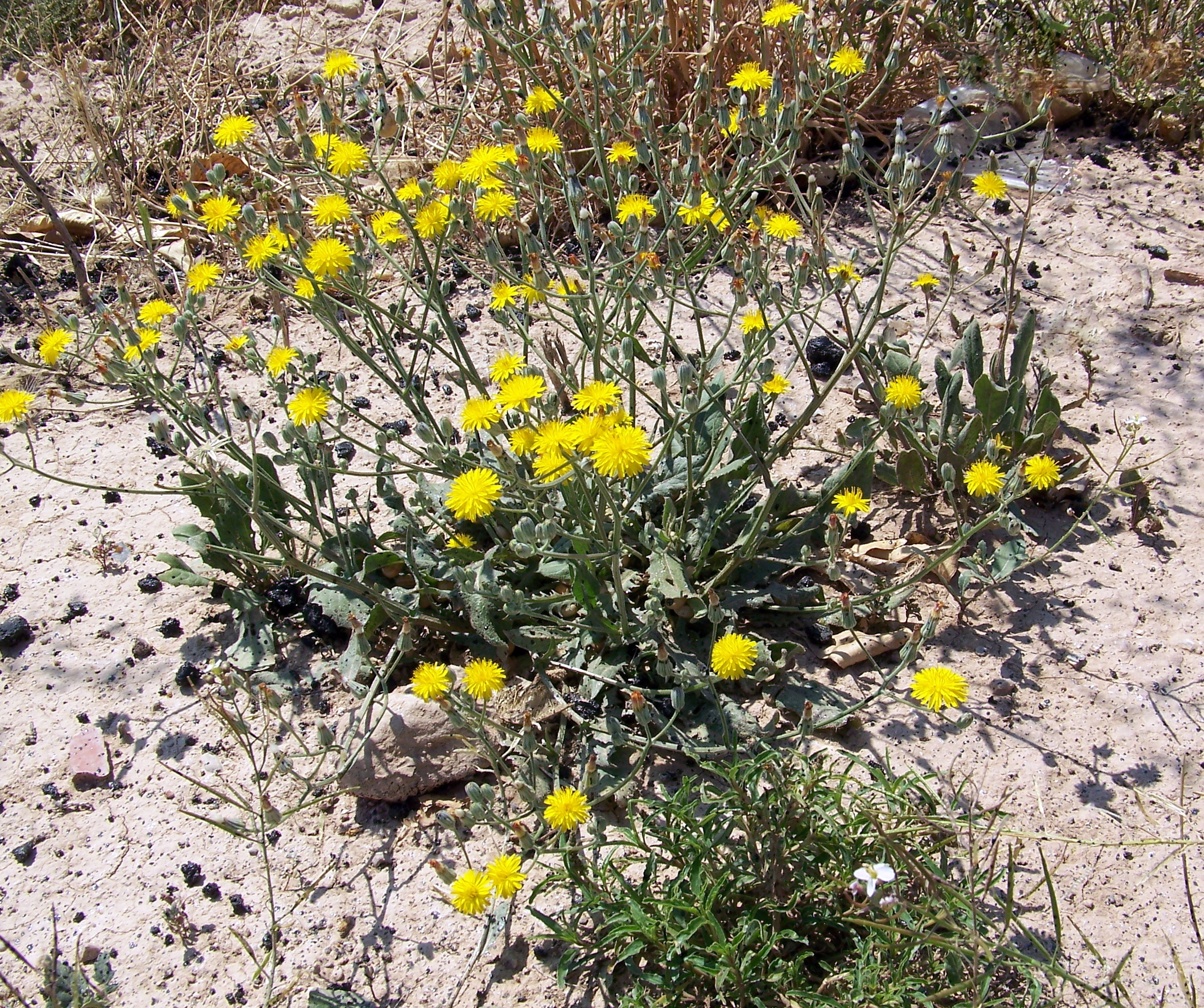
Plant
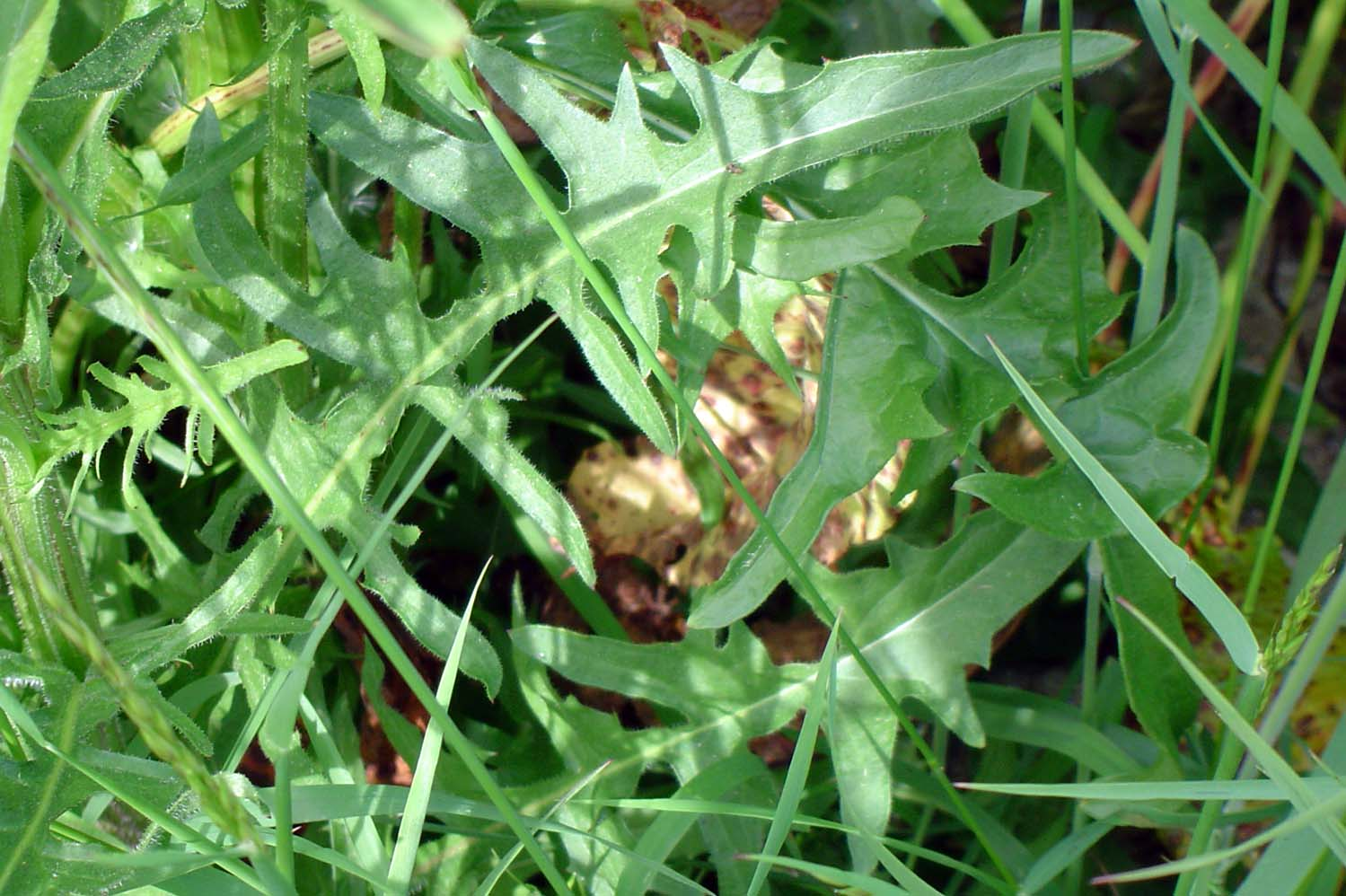
Blad
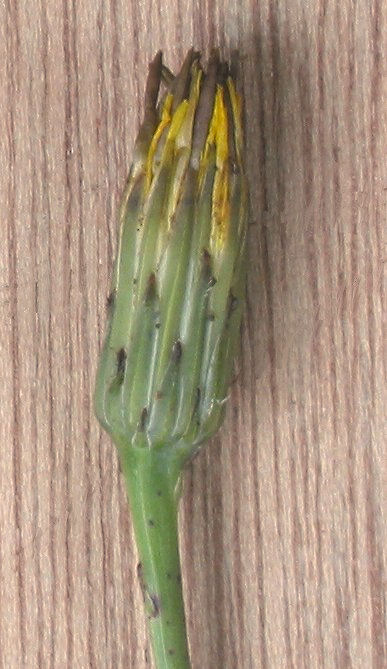
Gesloten bloemhoofdje
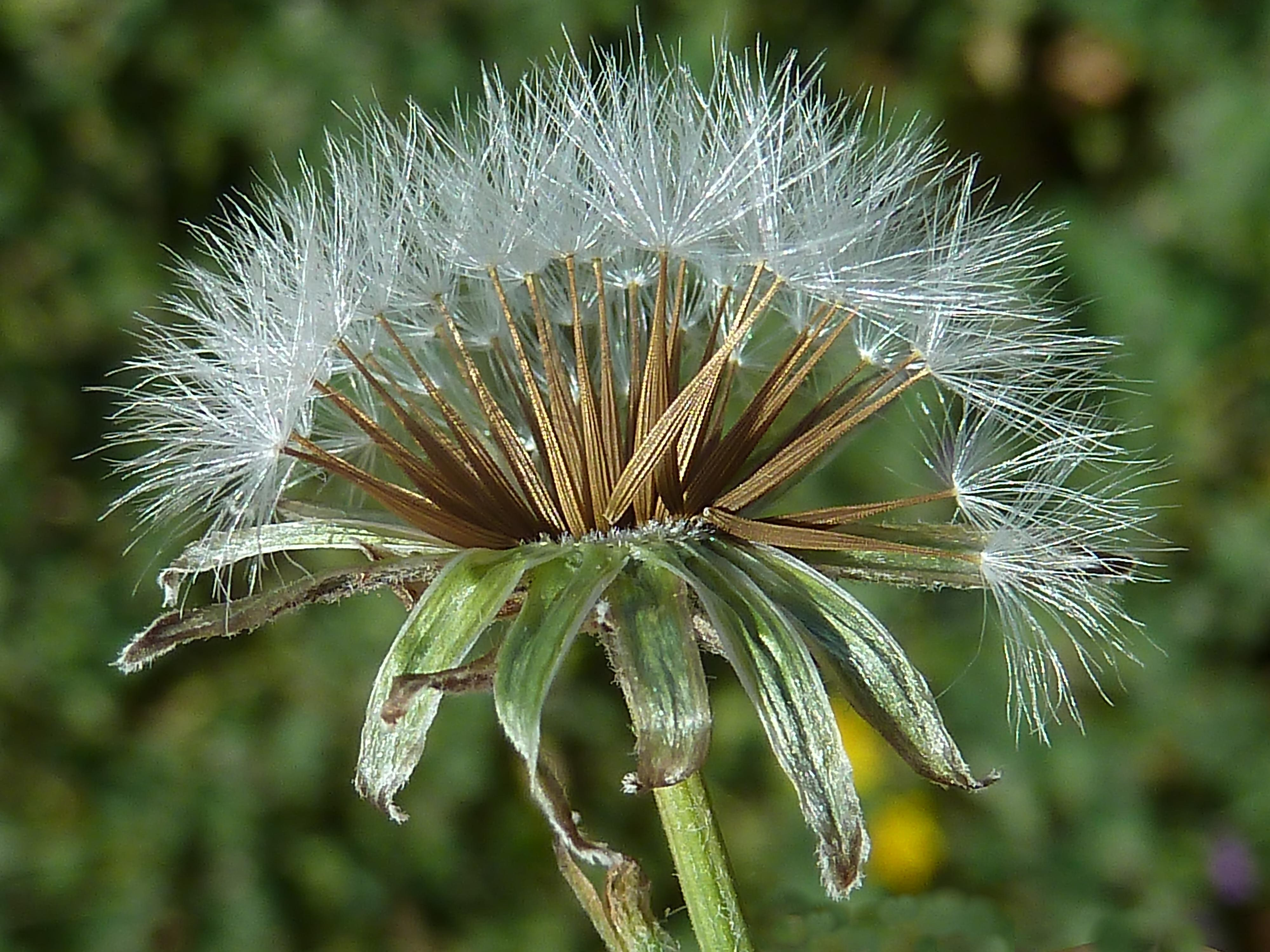
Nootjes met pappus
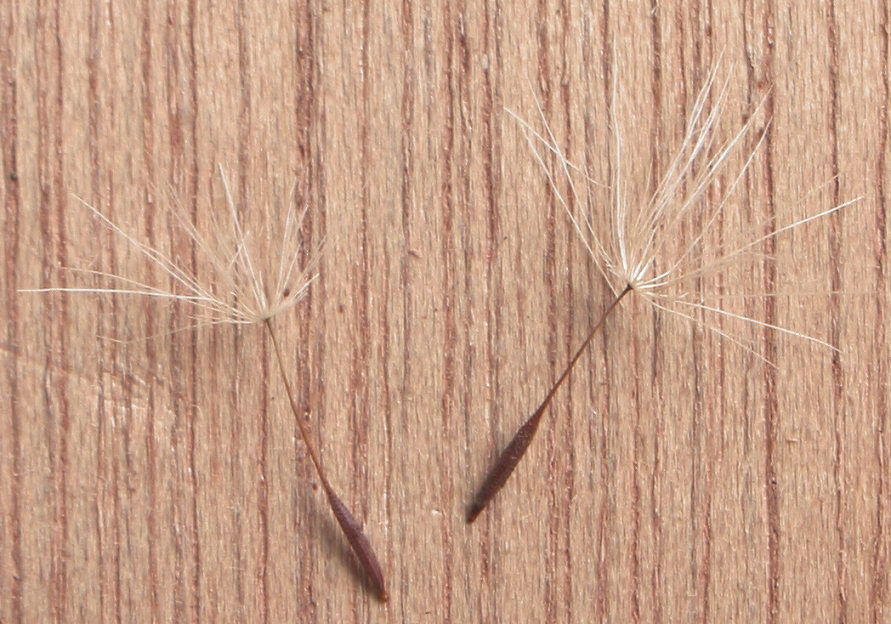
Nootjes met pappus